# Castilleja linariifolia
Castilleja linariifolia là loài thực vật có hoa thuộc họ Cỏ chổi. Loài này được Benth. mô tả khoa học đầu tiên năm 1846.

## Hình ảnh

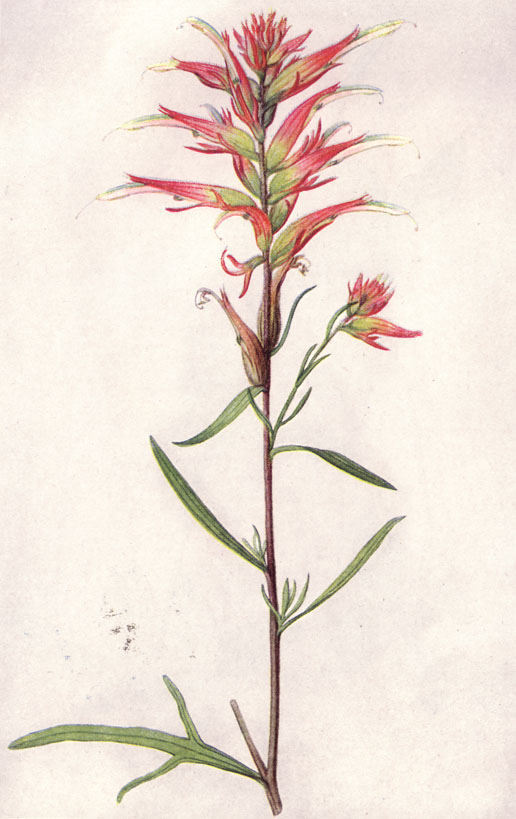
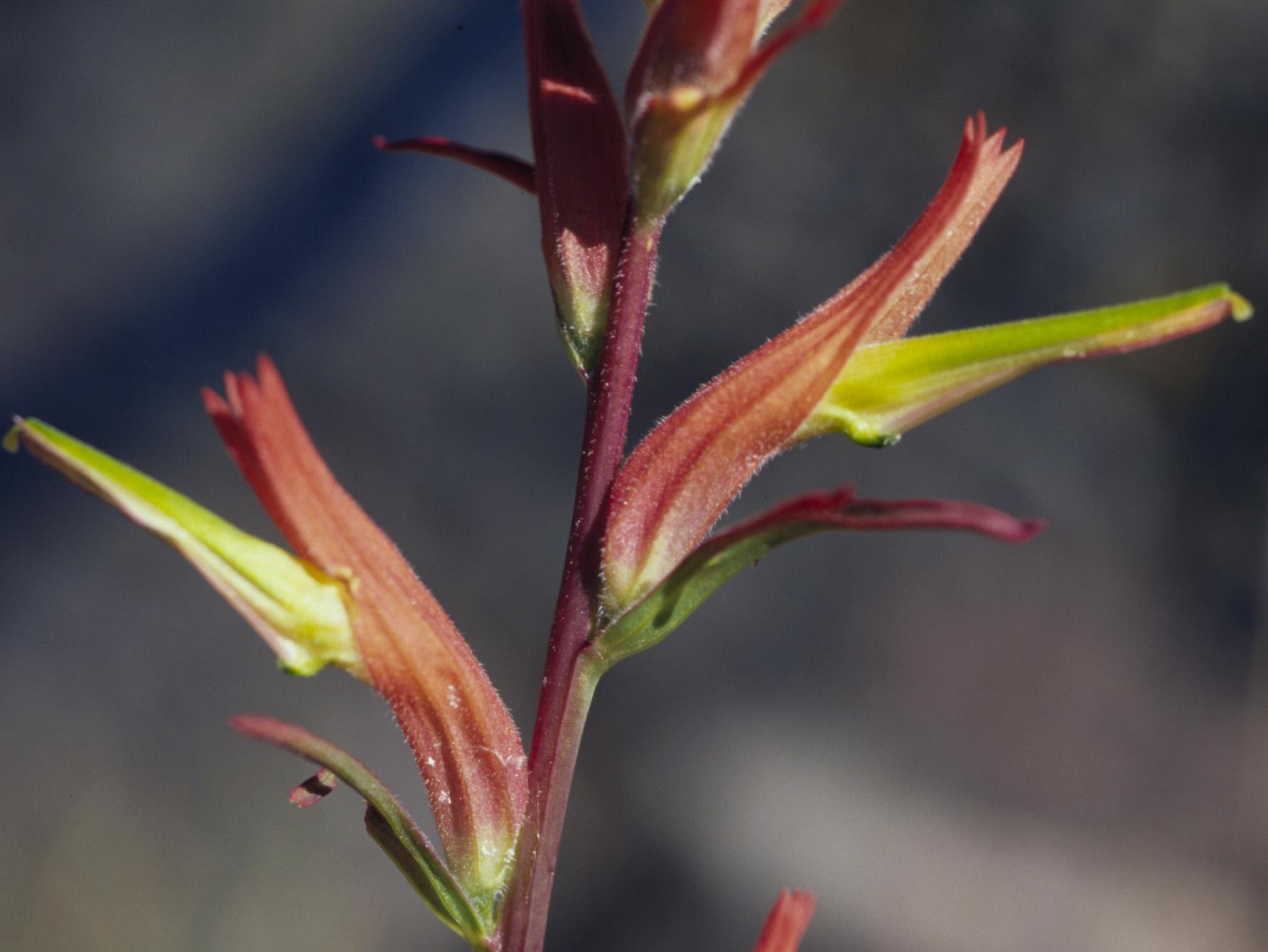
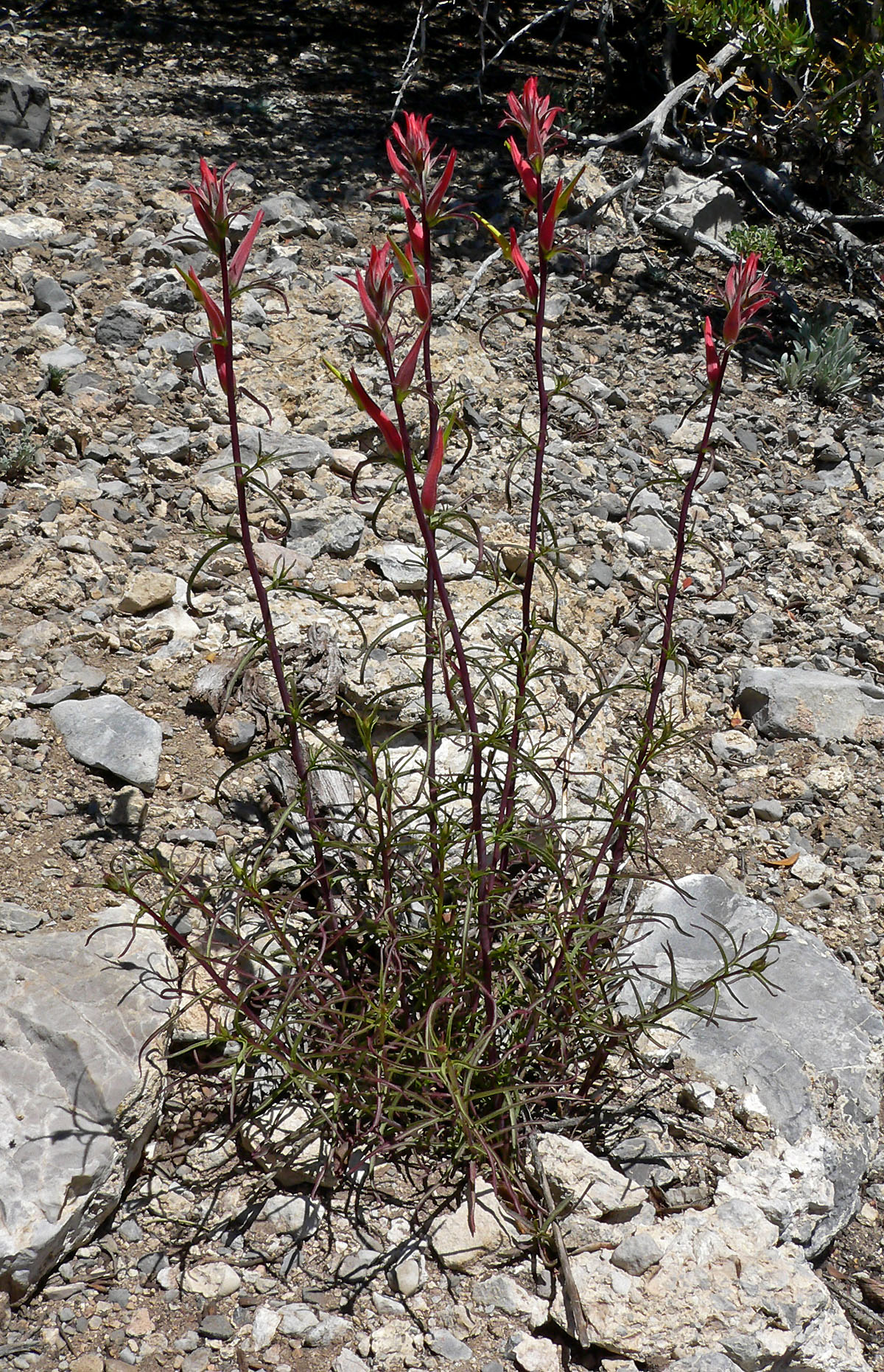
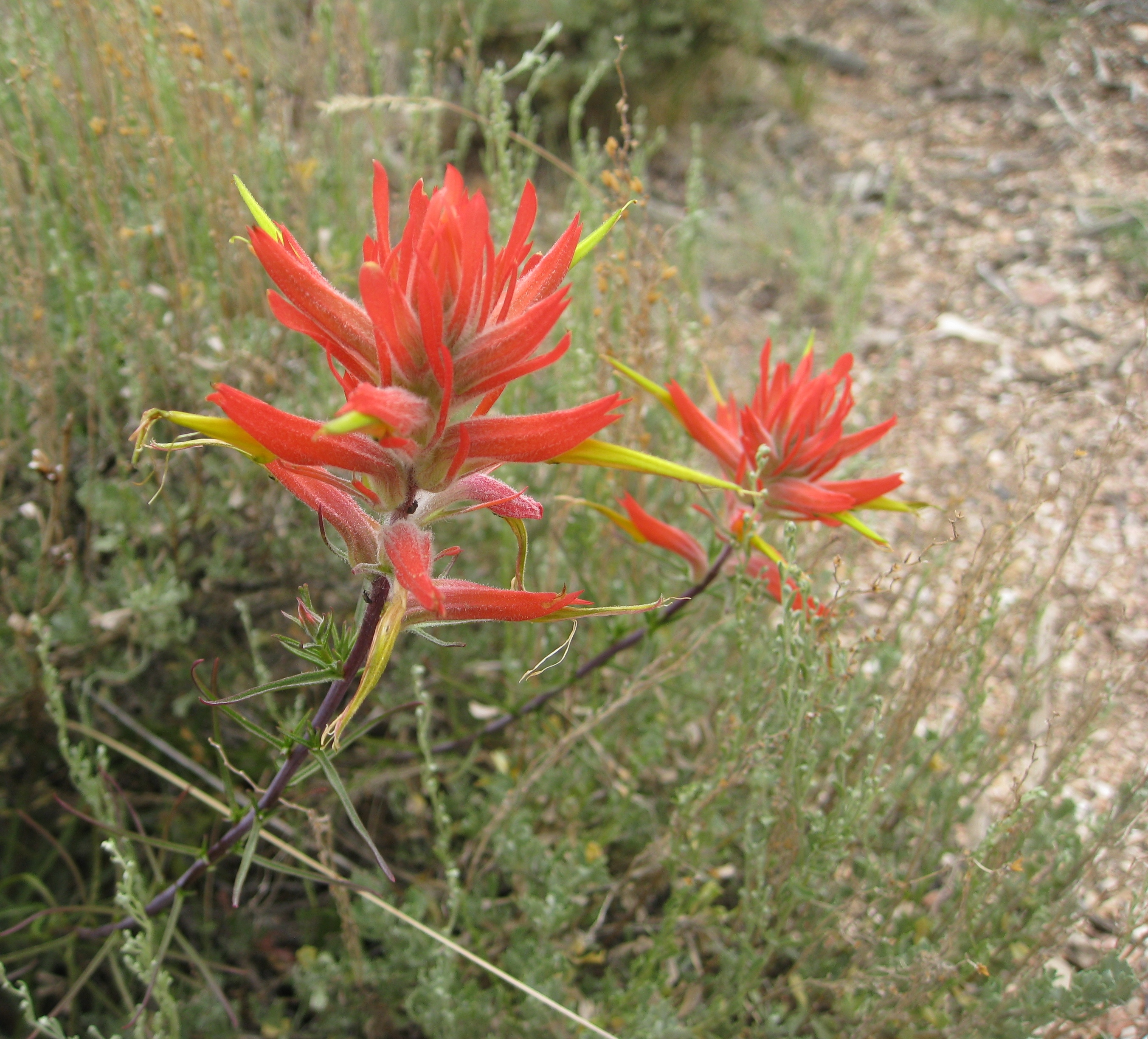